# 뇌출혈
뇌출혈(腦出血, intracerebral hemorrhage, ICH)은 뇌혈관벽의 약한 부분이 터져 출혈이 일어나는 것이다. 뇌일혈(腦溢血)이라고도 하며, 일반적인 뇌출혈과 비교하여 두개골 내의 출혈에 한해서 뇌일혈로 표현하는 경우도 있다.
- 뇌실질내 출혈(intraparenchymal hemorrhage)
- 지주막하 출혈(subarachnoid hemorrhage, SAH)

## 개요
뇌 조직(예: 실질), 심실 또는 둘 다로 인한 갑작스러운 출혈이다. 이 질환은 두개골 내 출혈 유형과 뇌졸중의 한 종류이다(다른 하나는 허혈성 뇌졸중). 증상은 심각도(혈액량), 급성 여부(기간) 및 위치(해부학적)에 따라 크게 달라질 수 있지만 두통, 편측 부전 마비, 무감각, 따끔거림 또는 마비, 언어 문제, 시력 또는 청력 문제, 기억 상실, 주의력 문제, 협응 문제, 균형감 문제, 어지럼증 또는 현훈, 메스꺼움/구토, 발작, 의식 저하 또는 의식 상실, 목 경직 및 발열이 포함될 수 있다.
출혈성 뇌졸중(hemorrhagic stroke)은 뇌 아밀로이드 혈관병증, 뇌동정맥 기형, 뇌 외상, 뇌종양 및 뇌동맥류와 같은 뇌혈관의 변화를 배경으로 발생할 수 있으며, 이는 실질내 또는 지주막하 출혈을 유발할 수 있다.
자연 출혈의 가장 큰 위험 요인은 고혈압과 아밀로이드증이다. 다른 위험 요인으로는 알코올 중독, 낮은 콜레스테롤, 혈액 희석제, 코카인 복용 등이 있다. 진단은 일반적으로 CT 스캔을 통해 이루어진다.
엄격한 혈압 목표와 승압제와 항고혈압제의 빈번한 사용으로 인해 치료는 일반적으로 집중치료실에서 수행되어야 한다. 가능하면 항응고제를 역전시켜야 하며 혈당은 정상 범위로 유지되어야 한다. 수두증이나 두개내압 상승을 치료하기 위해 외부 심실 배액 장치를 삽입하는 절차를 사용할 수 있지만 코르티코스테로이드 사용은 피하는 경우가 많다. 때로는 혈액을 직접 제거하는 수술이 치료될 수 있다.
뇌출혈은 매년 10,000명당 약 2.5명에게 영향을 미친다. 남성과 노년층에서 더 자주 발생한다. 영향을 받은 사람들의 약 44%가 한 달 이내에 사망한다. 영향을 받은 사람들의 약 20%이 호전을 보인다. 출혈성 뇌졸중의 일종인 뇌내출혈은 1823년에 불충분한 혈류로 인한 허혈성 뇌졸중과 처음으로 구별되었다.

## 같이 보기
- 뇌졸중